# Хафиз
Хафиз је назив којим муслимани ословљавају особу обично исламске вероисповести, која напамет познаје цели Куран. Такве особе су веома цењене међу муслиманским верницима и они обично користе Хафиз као титулу испред имена, слично употреби др. титуле за академског или медицинског доктора.